# Birth of the Blues
Birth of the Blues ist ein US-amerikanischer Musikfilm aus dem Jahr 1941. Unter der Regie von Victor Schertzinger spielen Bing Crosby, Mary Martin und Brian Donlevy die Hauptrollen in der oscarnominierten Produktion.

## Handlung
Im Jahr 1890 lebt Jeff Lambert als kleiner Junge in der Basin Street in New Orleans. Obwohl sein wertkonservativer Vater ihm die Liebe zur Jazz-Musik der schwarzen einheimischen Musiker immer wieder mit Schlägen auszutreiben versucht, erreicht er bei dem Jungen nichts.
Als Jeff erwachsen ist, hilft er dem berühmten Kornettspieler Memphis dabei, aus dem Gefängnis freizukommen. Bald darauf gründen die Männer eine Dixieland-Jazz-Band. Sie geben sich den Namen „Basin Street Hotshots“ und versuchen, in New Orleans Fuß zu fassen. Aus einem Kino werden sie wegen ihrer „schwarzen“ Musik hinausgeworfen und auch die Cafés und sogar die Nachtclubs lehnen ihre Art der Musik ab. Das Blatt wendet sich, wenn auch nur langsam, als Betty Lou Cobb, mit der Jeff sich angefreundet hat, darauf besteht, dass sie in dem Café, in dem sie auftritt, nur von Jeffs Band begleitet werden will. Zunächst will das Publikum sich auf die für es neue Musik nicht einlassen, gibt aber nach und nach seinen Widerstand auf, als Betty Lou die Menschen dazu ermutigt zu tanzen und mitzuswingen, was am Ende dazu führt, dass die Besucher sich mit der neuen Musik, dem Jazz, anfreunden. Nach und nach bekommt die Band die ersehnte Anerkennung und wird sogar ein wenig berühmt. Zwischen Jeff und Memphis hingegen herrscht eine angespannte Stimmung, da beide Männer sich in Mary Lou verliebt haben.
Als Memphis Betty Lou einen Heiratsantrag macht, lehnt sie diesen ab, da sie Jeff liebt. Jeff liebt die junge Frau zwar auch, aber noch mehr liebt er seine Musik. Er ist es auch, der darauf drängt, dass die Band ein besseres Engagement im Lafayette-Café annimmt. Blackie, der Inhaber des Black-Tie-Cafés, will jedoch auf die erfolgreichen Auftritte der Band nicht mehr verzichten und macht seine Drohungen wahr, überfällt das Lafayette und prügelt mit seinen Leuten auf die Bandmitglieder ein und verletzt einige von ihnen schwer. Besonders Jeffs Freund Louey, der ihm ein Telegramm bringen wollte, das ein Angebot für ein Engagement in Chicago enthielt, wird so schwer verletzt, dass er einige Zeit im Krankenhaus bleiben muss. Nachdem klar ist, dass Louey wieder in Ordnung kommt, bereiten sich die Band-Mitglieder darauf vor, nach Chicago zu gehen. Aber wiederum machen Blackie und seine Schergen ihnen Schwierigkeiten. Es kommt zu einer Schießerei, in deren Verlauf Blackies Spießgesellen versehentlich auf ihren eigenen Chef schießen, um dann die Flucht zu ergreifen. Während des erneuten Angriffs hatte Jeff sich schützend vor Memphis gestellt. Nachdem beide sich nun ausgesprochen haben, will Jeff sich endlich zu seiner Liebe und damit zu Betty Lou bekennen.

## Hintergrund

### Produktion
Gedreht wurde vom 21. April bis 4. Juni 1941 in den Paramount Studios in Hollywood. Das Budget lag bei pauschal $ 857.283. Für die Kostüme war Edith Head verantwortlich.
Im Vorspann des Films heißt es, dass er der musikalischen Pionierarbeit der Menschen aus Memphis und New Orleans gewidmet sei, die mit ihrer Musik die Vorreiter einer neuen Musikrichtung gewesen seien. Eine Fotomontage zeigt sodann die berühmtesten  unter ihnen, wie Ted Lewis, Duke Ellington, Louis Armstrong, Tommy Dorsey, Jimmy Dorsey, Benny Goodman, George Gershwin und Paul Whiteman. Außerdem wird eine Szene aus dem Paramount-Film The Golden Princess mit Betty Bronson und Neil Hamilton von 1925 gezeigt, der lose das Schicksal einer Dixieland-Jazzband nachzeichnet, einer der ersten weißen Bands in einem von schwarzen Musikern dominierten Viertel, die entlang der Basin Street in New Orleans gespielt hat. Die Band des jungen Jeff trifft auf eine Band, die lose auf der Razzy Dazzy Spasm Band, einer schwarzen Gruppe aus der Basin Street, basiert.
Der von Bing Crosby verkörperte Charakter Jeff Lambert soll lose an den Jazz-Klarinettisten Alcide Nunez angelehnt sein, die von Brain Donlevy dargestellte Figur des Memphis an den Jazzpionier Nick LaRocca. Mary Martin und Bing Crosby spielten bereits ein Jahr zuvor in dem Musicalfilm Rhythm on the River zusammen. Auch hier war Victor Scherzinger ihr Regisseur. Mary Martin ist die Mutter des 1931 geborenen, späteren Schauspielers Larry Hagman, der durch seine Rolle des J. A. Ewing in der Fernsehserie Dallas zu Ruhm kam.
Der Regisseur des Films, Victor Schertzinger, starb am 26. Oktober 1941, kurz bevor der Film veröffentlicht wurde. Er konnte den Film vier Tage vor der geplanten Drehzeit beenden und blieb etwa 15.000 $ unter dem Budget. Paramount hatte das Recht den Schauspieler Eddie Anderson mit dem Namen „Rochester“ im Filmvorspann zu benennen, dem Namen seiner berühmtesten Figur, mit der er stets in Verbindung gebracht wurde. Der Posaunist Jack Teagarden gab in diesem Film sein Debüt. Der Bassist Harry Barris hatte zuvor mit Bing Crosby im Vokaltrio Rhythm Boys gesungen.
Laut der Fachzeitschrift der Filmindustrie The Hollywood Reporter waren Constance Moore, Lillian Cornell und Virgina Dale für den Film benannt, ebenso wie Eddie Bracken, der für eine komische Rolle vorgesehen gewesen sei. Auch die vorherige Benennung von Ben Holmes als Drehbuchautor und Mark Sandrich als Produzent und Regisseur erwies sich als überholt, als der Film herauskam. Monta Bell sprang für den Produzenten AM Botsford ein, der die Paramount Studios verließ. Der mehrfach oscarnominierte Kameramann John F. Seitz, der für den Film benannt worden war, wird im fertigen Film nicht mehr aufgeführt. Für Bing Crosby sprang der Klarinettist Dany Polo ein, wenn Crosby im Film Klarinette spielte, für Brian Donlevy war ‚Poky‘ Carriere das Kornett-Double.
Unterlagen der AMPAS vom 21. März 1941 enthalten die Information, dass der Charakter Louey durch eine Schussverletzung getötet wird, im fertigen Film erhält er dagegen einen Schlag auf den Kopf und überlebt. Moniert wurde auch, dass die Filmgeschichte generell zwar zufriedenstellend sei, das vorliegende Drehbuch aber nicht genehmigt werden könne, da es zu viele nicht hinnehmbare Szenen des Rotlichtviertels von New Orleans nebst Prostituierten enthalte, sowie inakzeptable Dialoge und es außerdem inakzeptabel sei, dass Mörder einer Strafe entkämen. Insbesondere sei darauf zu achten, dass farbige Mädchen sich Jim gegenüber, einem weißen Mann, nicht kokett zu verhalten hätten. Daraufhin wurde das Drehbuch noch einmal überarbeitet. Die Paramount Presseabteilung war einem Zwist der Städte Memphis und New Orleans ausgesetzt, die sich beide als wahre Urheber des Blues sahen und somit das Recht der Filmpremiere beanspruchten. So kam es zu einer Doppelpremiere in beiden Städten.
Laut Hollywood Reporter verklagte der britische Musikverlag Campbell Connelly und Co., Ltd., Paramount wegen der Rechte an W. C. Handys Song Memphis Blues. Paramount trug vor, dass man die Rechte an dem Lied von den Eigentümern Mercer und Morris erhalten habe. Campbel Connelly hatte die Rechte jedoch zuvor erworben. Das Ergebnis des Prozesses ist nicht überliefert.

### Soundtrack
- The Birth of the Blues, Musik: Ray Henderson, Lyrik: Buddy G. De Sylva und Lew Brown,
  - vorgetragen von Bing Crosby
- Memphis Blues, Musik: W. C. Handy, Lyrik: Georg A. Norton
  - vorgetragen von Bing Crosby and Band
- By the Light of the Silvery Moon, Musik: Gus Edwards, Lyrik: Edward Madden
  - vorgetragen von Bing Crosby
- Tiger Rag, aufgenommen von Eddie Edwards, Nick LaRocca, Anthony Sbarbaro, Harry Ragas und Larry Shields
  - vorgetragen von Bing Crosby and Band
- Waiting at the Church, Musik: Henry E. Pether, Lyrik: Fred W. Leigh
  - vorgetragen von Mary Martin
- Cuddle Up a Little Closer, Lovely Mine, Musik: Karl Hoschna, Lyrik: Otto Harbach
  - vorgetragen von Mary Martin
- Wait Till the Sun Shines, Nellie, Musik: Harry Von Tilzer, Lyrik: Andrew Sterling (II)
  - gesungen von Bing Crosby und Mary Martin
- My Melancholy Baby, Musik: Ernie Burnett, Lyrik: George A. Norton
  - gesungen von Bing Crosby
- The Waiter, and the Porter and the Upstairs Maid, Musik und Lyrik: Johnny Mercer
  - vorgetragen von Bing Crosby, Mary Martin, Jack Teagarden and Band
- St. Louis Blues, Musik und Lyrik: W. C. Handy
  - vorgetragen von Ruby Elzy
- After the Ball, Musik und Lyrik: Charles K. Harris
  - vorgetragen vom Orchestra at Black Tie Café
- Carneval di Venezia, Musik: Niccolò Paganini, Lyrik: Barclay Grey
- St. James Infirmary, Musik und Lyrik: Irving Mills und Don Redman
  - gesungen von Bing Crosby
- Shine, Musik: Ford Dabney, Lyrik: Cecil Mack und Lew Brown
- Minuet in G aus 6 Humoresques de Concert, Op. 14, Musik: Ignacy Jan Paderewski
  - vorgetragen von Ronnie Cosby
- At a Georgia Camp Meeting, Musik: Kerry Mills
  - vorgetragen von der Band on Levee

## Kinostart
- USA, Premiere in Memphis, Tennessee sowie in New Orleans, Louisiana: 31. Oktober 1941
- USA (allgemeiner Start): 7. November 1941
- Argentinien: 14. Mai 1942 (Titel: Sabroso y piante)
- Portugal: 16. August 1943 (Titel: Sinfonia Bárbara)
- Schweden: 24. Januar 1944 (Titel: Swingens födelse)
- Finnland: 30. Mai 1946 (Kiihoittavaa rytmiä)
- Schweiz: 7. August 2003 auf dem Film Festival in Locarno
- Brasilien: Titel Sinfonia Bárbara
- Ungarn: Titel A Blues születése

## Kritik
Der Kritiker der New York Times, Bosley Crowther, meinte, dass Paramount die historische Genauigkeit der Geschichte des Blues nicht gewähren könne, der Film jedoch, der wohl die Weihnachtssaison einleiten solle, sehr früh gestartet sei, Paramount aber eine schöne Vorstellung gelungen sei, um die Ferien zu begrüßen. Zweck der Geschichte ohne viele Worte sei eine Hommage an die frühen Dixieland-Jazz-Bands. Die Geschichte im Film sei nicht weiter erwähnenswert und eher beliebig. Ein ungebundener Klarinettist, schare eine Reihe von naiven Musikkünstlern um sich, darunter eine Frau, die singe, und beiläufig spiele auch die Liebe eine Rolle. Ein Kinobesuch lohne sich jedoch im Hinblick auf die Jamsessions und die raffinierte Präsentation von Songs und Spötteleien.
Variety konzedierte dem Film, dass er seine Geschichte, die der Basin Street in New Orleans, der Wiege des Dixieland-Jazz, schwungvoll und mit Begeisterung erzähle. Neben Romantik seien auch bedrohliche Momente enthalten, jedoch insbesondere eine Kalvalkade an jazziger Musik.
TimeOut, London, nahm Anstoß daran, dass der Film suggeriere: „Weißer Mann erfindet den Blues!“ Tatsächlich singe ein weißer Mann Tin Pan Alley Medleys wie eben Bing Crosby singe. Echte Jazz-Präzenz gebe es hingegen durch Jack Teagarden und seine Posaune und, wie jedermann erwarten würde, werde eine gewisse schwarze Präzenz in der Geburt des Blues zumindest von Eddie ‚Rochester‘ Anderson vertreten, der Bing Crosbys treues Faktotum spiele.

## Auszeichnung
Robert Emmett Dolan wurde 1942 für seine Musik für den Film für einen Oscar in der Kategorie „Beste Filmmusik“ (Musikfilm) nominiert, musste sich jedoch Frank Churchill und Oliver Wallace und dem Zeichentrickfilm Dumbo geschlagen geben.